# Kallmünz
Kallmünz är en köping (Markt) i Landkreis Regensburg i Regierungsbezirk Oberpfalz i förbundslandet Bayern i Tyskland.  Folkmängden uppgår till cirka 2 800 invånare.
Köpingen ingår i kommunalförbundet Kallmünz tillsammans med kommunerna Duggendorf och Holzheim am Forst.
Orten omnämns första gånger år 983. Det kanske mest karakteristiska är det medeltida slottet uppe på berget som uppfördes 1344 men brann ned 1504, för att senare byggas upp igen. Med dess pittoreska smågator är orten ett populärt utflyktsmål.